# Paraburdoo
Paraburdoo är en ort i Australien. Den ligger i kommunen Ashburton och delstaten Western Australia, omkring 990 kilometer norr om delstatshuvudstaden Perth. Antalet invånare är 1 723.
Trakten runt Paraburdoo är nära nog obefolkad, med mindre än två invånare per kvadratkilometer..
Omgivningarna runt Paraburdoo är i huvudsak ett öppet busklandskap. Genomsnittlig årsnederbörd är 410 millimeter. Den regnigaste månaden är januari, med i genomsnitt 175 mm nederbörd, och den torraste är augusti, med 1 mm nederbörd.